# كيرستي لاي
كيرستي لاي (بالإنجليزية: Kirsti Lay) مواليد 7 أبريل 1988، هي متسابقة كندية سابقة، حصلت على ميدالية ذهبية في دورة الألعاب الأمريكية 2015.

## الميداليات
| الميدالية | المسابقة                               |
| --------- | -------------------------------------- |
| برونزية   | بطولة العالم للدراجات على المضمار 2015 |
| ذهبية     | دورة الألعاب الأمريكية 2015            |

## روابط خارجية
- كيرستي لاي على موقع الاتحاد الدولي للدراجات (الإنجليزية)
- كيرستي لاي على موقع أرشيف الدراجات (الإنجليزية)
- كيرستي لاي على موقع إحصائيات الدراجات الإحترافية (الإنجليزية)
- كيرستي لاي على موقع نسبة الدراجات (الإنجليزية)
- كيرستي لاي على موقع CycleBase (الإنجليزية)
- كيرستي لاي على موقع SpeedSkatingBase.eu (الإنجليزية)
- كيرستي لاي على موقع SpeedSkatingNews.info (الإنجليزية)
- كيرستي لاي على موقع SpeedSkatingStats.com (الإنجليزية)
- كيرستي لاي على موقع أوليمبيديا (الإنجليزية)
- كيرستي لاي على موقع اللجنة الأولمبية الكندية (الإنجليزية)